# Baureihe 183
De Baureihe 183 van het Siemens type ES 64 U4-G is een elektrische locomotief bestemd voor het personenvervoer van de Arriva Duitsland.

## Geschiedenis
Voor deze locomotief stonden de locomotieven van het Siemens type Taurus model. De techniek stamt af van de ÖBB serie 1116 en de bovenbouw stamt af van de ÖBB serie 1216.

## Constructie en techniek
De locomotief heeft een stalen frame. De tractie-installatie is uitgerust met een draaistroom en heeft driefasige asynchrone motoren in de draaistellen. Iedere motor drijft een as aan.

### Nummers
De locomotieven zijn als volgt genummerd:
- 183 001 - 004
- 183 005

## Treindiensten
De locomotieven worden door Arriva ingezet in het personenvervoer in Duitsland.
- München - Regensburg